# Kim St-Pierre
Pour les articles homonymes, voir St-Pierre.
Temple de la renommée : 2020
Kim St-Pierre (née le 14 décembre 1978 à Châteauguay dans la province de Québec au Canada) est une joueuse de hockey sur glace canadienne qui a exercé au poste de gardienne de but. Elle est membre de l'équipe du Canada féminine de hockey sur glace de 1999 à 2011, remportant trois médailles d'or olympique dont la toute première de l'histoire de l'équipe aux Jeux olympiques d'hiver de 2002 à Salt Lake City.
Elle est la première femme gardienne de but à remporter un match de saison régulière en championnat masculin universitaire canadien lorsque l'Université McGill défait l'Université Ryerson le 15 novembre 2003, sur un score de 5 à 2. L'une des rondelles de ce match ainsi que le bâton utilisé par Kim St-Pierre ont été donné au Temple de la renommée du hockey pour son introduction en 2020.
Le 23 octobre 2008, elle devient la première femme à participer à un entraînement avec les Canadiens de Montréal en remplacement de Carey Price malade.
En plus des médailles d'or olympique remportées en 2002 à Salt Lake City, 2006 à Turin et 2010 à Vancouver, Kim St-Pierre remporte également neuf médailles aux championnats du monde (cinq en or et quatre en argent) ainsi que la Coupe Clarkson en 2009 et 2011 avec les Stars de Montréal. Elle reçoit en 2022 l'Ordre du hockey au Canada, remis par la fédération Hockey Canada pour l'ensemble de sa carrière.

## Biographie
Elle effectue ses premiers pas sur glace en patinage artistique. À l’âge de 8 ans, elle délaisse ce sport pour débuter le hockey sur glace bien qu'elle soit la seule fille de sa communauté à pratiquer ,. Elle excelle comme gardienne de but dans des équipes masculines jusqu’à l’âge de 18 ans . Par la suite, elle poursuit sa carrière de gardienne de but pour l’équipe féminine de hockey de l'université McGill de 1998 à 2004. Elle est diplômée en kinésiologie.

### Carrière universitaire
Kim est gardienne de but pour les Martlets de McGill de 1998 à 2004. Durant sa carrière universitaire, elle dispute 103 matchs de hockey, dont 93 départs avec les Martlets. Elle possède la fiche record de 50 matchs joués avec 40 victoires pour seulement 12 défaites, en plus de réaliser 27 blanchissages et une moyenne de buts encaissés de 2,13.  
En saison régulière, elle obtient le record de 19-8-6 en 33 matchs avec 12 blanchissages ainsi qu’une moyenne de 1,74 de buts accordés. Au Panthéon de McGill, elle possède le record du plus grand nombre d’arrêts en un seul match, soit 62 arrêts lors d’une défaite contre l’Université Concordia 6-0. Elle fut nommée recrue de l’année 1998-1999 dans la Conférence du Québec. Elle a également été nommée joueuse universitaire de l’année pour la saison 2000-2001 et pour l’année 2002-2003. Cette même saison, elle devient la première femme gardienne de but à remporter un match de saison régulière dans le championnat universitaire masculin, lorsque l'Université McGill défait l'Université Ryerson sur un score de 5 à 2 .

### Carrière en ligue
Une fois ses études terminées, elle joue dans la seule ligue élite féminine existante, la Ligue nationale de hockey féminin (1999-2007) (LNHF) pour seulement deux saisons qui sont entrecoupées d'une année de préparation olympique pour les Jeux de Turin en 2006. Lors de la dissolution de la LNHF en 2007, Kim St-Pierre effectue le saut vers la toute nouvelle Ligue Canadienne de hockey féminin (LCHF) et joue pour les Stars de Montréal. Avec eux, elle remporte une première Coupe Clarkson en 2009, avant d'être sélectionnée pour une année de préparation aux Jeux de Vancouver 2010 et de revenir remporter une seconde coupe en 2011. À l'automne 2011, enceinte d'un premier enfant, elle met temporairement de côté sa carrière en hockey  . Le 29 février 2012, St-Pierre donne naissance à un petit garçon. Elle fait son retour au jeu pour une dernière saison 2012-2013. Le 22 avril 2013, Kim St-Pierre annonce sa retraite de gardienne de but après avoir décroché plusieurs records canadiens et internationaux.

### Carrière internationale
Elle effectue son premier camp d'entraînement avec l'équipe nationale féminine à la fin de l'année 1998 , ce qui marque le début d'une carrière de 13 ans et d'un record de 83 matchs joués. Avec l’équipe nationale canadienne, elle a remporté 64 victoires, dont 29 sans encaisser de but, concédé 10 défaites et 9 matchs nuls. Sa moyenne de buts encaissés est de 1,17 but par match, tandis que son pourcentage d'arrêt de 93,9 % . Elle a également remporté trois médailles d'or aux Jeux olympiques, cinq médailles d'or et trois médailles d'argent aux championnats mondiaux féminins.

## Récompenses et honneurs personnels
Kim St-Pierre fait partie de la promotion 2020 du Temple de la renommée de hockey, dont la cérémonie a eu lieu en 2021 du fait de la pandémie de Covid-19 . Elle est également intronisée au Panthéon des sports du Québec en 2016 . Elle reçoit en 2022 l'Ordre du hockey au Canada, remis par la fédération Hockey Canada pour l'ensemble de sa carrière,.

### Universitaire
- Meilleure recrue de l'équipe pour la saison 1998-1999 [5].
- Sélectionnée dans l'équipe d'étoiles du championnat universitaire canadien pour les saisons 1999-2000, 2000-2001, 2001-2002 et 2003-2004 [5].
- Reçoit le titre de « Most Valuable Player » du championnat pour la saison 1999-2000 [5].
- Reçoit le Trophée Brodrick (qui récompense la meilleure joueuse de hockey de l'année) pour la saison 2002-2003 ainsi que le Trophée Gladys Bean (qui récompense la meilleure athlète de l'université McGill) et le trophée BLG Thompson (qui récompense la meilleure athlète de tout le championnat) [5],[8].
- Intronisée au temple de la renommée des sportifs de l'université McGill [8].

### LCHF
- Meilleure gardienne de but de la LCHF pour la saison 2007-2008, la saison 2008-2009 et la saison 2010-2011 [5].
- Sélectionnée dans l'équipe d'étoiles Est pour la saison 2007-2008 [5].
- Sélectionnée pour l'équipe d'étoiles de la saison 2008-2009 et la saison 2010-2011 [5].

### International
- « Most Valuable Player » de la Coupe des trois nations en 1999 [8].
- Meilleure gardienne de but du championnat du monde féminin 2001.
- Meilleure gardienne de but et nommée dans l'équipe d'étoiles à l'occasion des Jeux olympiques de Salt Lake City en 2002.
- Meilleure gardienne de but du championnat du monde féminin 2004 et meilleure pourcentage d'arrêts de la compétition (95,2 %).
- Sélectionnée dans l'équipe d'étoiles, meilleur ratio de buts arrêtés (0,33) et meilleure pourcentage d'arrêts (98%) du championnat du monde féminin 2007.
- Meilleur ratio de buts arrêtés (0,00) et meilleure pourcentage d'arrêts (100%) du championnat du monde féminin 2009.

## Vie personnelle
En 2011, elle fait partie d'un des chapitres de la suite du livre de Luc Gélinas ( « La LNH un rêve possible 2 ») [réf. nécessaire].

## Statistiques

### En club
| Saison    | Équipe              | Ligue            |                            | Saison régulière           | Saison régulière           | Saison régulière           | Saison régulière           | Saison régulière           | Saison régulière           | Saison régulière           | Saison régulière           | Saison régulière           | Saison régulière           |                            | Séries éliminatoires       | Séries éliminatoires       | Séries éliminatoires       | Séries éliminatoires       | Séries éliminatoires       | Séries éliminatoires       | Séries éliminatoires       | Séries éliminatoires       | Séries éliminatoires |
| Saison    | Équipe              | Ligue            | PJ                         | V                          | D                          | Pr/N                       | Min                        | BC                         | Moy                        | % Arr                      | Bl                         | Pun                        | PJ                         | V                          | D                          | Min                        | BC                         | Moy                        | % Arr                      | Bl                         | Pun                        |                            |                      |
| 1998-1999 | Martlets de McGill  | SIC              | 25                         | 8                          | 12                         | 5                          | 1 243                      | 58                         | 2,33                       |                            | 3                          |                            | -                          | -                          | -                          | -                          | -                          | -                          | -                          | -                          | -                          |                            |                      |
| 1999-2000 | Martlets de McGill  | SIC              | 22                         | 9                          | 10                         | 2                          | 1 339                      | 51                         | 2,29                       |                            | 3                          |                            | -                          | -                          | -                          | -                          | -                          | -                          | -                          | -                          | -                          |                            |                      |
| 2000-2001 | Martlets de McGill  | SIC              | 25                         | 11                         | 11                         | 3                          | 1 469                      | 63                         | 2,57                       |                            | 1                          |                            | -                          | -                          | -                          | -                          | -                          | -                          | -                          | -                          | -                          |                            |                      |
| 2001-2002 | Martlets de McGill  | SIC              | Statistiques indisponibles | Statistiques indisponibles | Statistiques indisponibles | Statistiques indisponibles | Statistiques indisponibles | Statistiques indisponibles | Statistiques indisponibles | Statistiques indisponibles | Statistiques indisponibles | Statistiques indisponibles | Statistiques indisponibles | Statistiques indisponibles | Statistiques indisponibles | Statistiques indisponibles | Statistiques indisponibles | Statistiques indisponibles | Statistiques indisponibles | Statistiques indisponibles | Statistiques indisponibles | Statistiques indisponibles |                      |
| 2002-2003 | Martlets de McGill  | SIC              | 14                         | 12                         | 0                          | 2                          | 901                        | 6                          | 0,4                        |                            | 11                         |                            | 2                          | 2                          | 0                          | 120                        | 2                          | 2                          |                            | 1                          |                            |                            |                      |
| 2003-2004 | Martlets de McGill  | SIC              | Statistiques indisponibles | Statistiques indisponibles | Statistiques indisponibles | Statistiques indisponibles | Statistiques indisponibles | Statistiques indisponibles | Statistiques indisponibles | Statistiques indisponibles | Statistiques indisponibles | Statistiques indisponibles | Statistiques indisponibles | Statistiques indisponibles | Statistiques indisponibles | Statistiques indisponibles | Statistiques indisponibles | Statistiques indisponibles | Statistiques indisponibles | Statistiques indisponibles | Statistiques indisponibles | Statistiques indisponibles |                      |
| 2004-2005 | Avalanche du Québec | LNHF (1999-2007) | 17                         | 3                          | 13                         | 1                          | 1 012                      | 55                         | 3,26                       | 1                          | 19                         |                            | -                          | -                          | -                          | -                          | -                          | -                          | -                          | -                          | -                          |                            |                      |
|           |                     |                  |                            |                            |                            |                            |                            |                            |                            |                            |                            |                            |                            |                            |                            |                            |                            |                            |                            |                            |                            |                            |                      |
| 2006-2007 | Axion de Montréal   | LNHF (1999-2007) | 3                          | 2                          | 0                          | 0                          | 180                        | 6                          | 2                          |                            | 0                          |                            | -                          | -                          | -                          | -                          | -                          | -                          | -                          | -                          | -                          |                            |                      |
| 2007-2008 | Stars de Montréal   | LCHF             | 10                         | 8                          | 2                          |                            | 595                        | 15                         | 1,51                       |                            | 1                          | 0                          | 2                          | 1                          | 1                          | 129                        | 5                          | 2,32                       |                            | 0                          |                            |                            |                      |
| 2008-2009 | Stars de Montréal   | LCHF             | 20                         | 16                         | 4                          |                            | 1 166                      | 39                         | 2,01                       |                            | 5                          |                            | -                          | -                          | -                          | -                          | -                          | -                          | -                          | -                          | -                          |                            |                      |
|           |                     |                  |                            |                            |                            |                            |                            |                            |                            |                            |                            |                            |                            |                            |                            |                            |                            |                            |                            |                            |                            |                            |                      |
| 2010-2011 | Stars de Montréal   | LCHF             | 15                         | 13                         | 0                          | 2                          | 915                        | 37                         | 2,30                       | 91,3                       | 3                          | 2                          | 4                          | 4                          | 0                          | 240                        | 6                          | 1,5                        | 95,8                       | 0                          | 0                          |                            |                      |
|           |                     |                  |                            |                            |                            |                            |                            |                            |                            |                            |                            |                            |                            |                            |                            |                            |                            |                            |                            |                            |                            |                            |                      |
| 2012-2013 | Stars de Montréal   | LCHF             | 2                          | 1                          | 1                          | 0                          | 120                        | 7                          | 3,5                        | 89,7                       | 0                          | -                          | -                          | -                          | -                          | -                          | -                          | -                          | -                          | -                          | -                          |                            |                      |

### International
| Année | Équipe | Compétition          |   | PJ | V   | Min | BC   | Moy  | % Arr | Bl | Pun               |  | Résultat |
| 1999  | Canada | Championnat du monde | 2 | 2  | 120 | 1   | 0,5  | 97,1 | 1     | 0  | Médaille d'or     |  |          |
| 2000  | Canada | Championnat du monde | 3 | 2  | 150 | 1   | 1,2  | 93,5 | 0     | 0  | Médaille d'or     |  |          |
| 2001  | Canada | Championnat du monde | 3 | 2  | 180 | 2   | 0,67 | 96,9 | 2     | 0  | Médaille d'or     |  |          |
| 2002  | Canada | Jeux olympiques      | 4 | 4  | 240 | 5   | 1,25 | 93,6 | 2     | 0  | Médaille d'or     |  |          |
| 2004  | Canada | Championnat du monde | 4 | 2  | 180 | 3   | 1    | 95,2 | 2     | 0  | Médaille d'or     |  |          |
| 2005  | Canada | Championnat du monde | 3 | 3  | 200 | 1   | 0,3  | 98,5 | 3     | 0  | Médaille d'argent |  |          |
| 2006  | Canada | Jeux olympiques      | 2 | 2  | 120 | 1   | 0,5  | 92,3 | 1     | 0  | Médaille d'or     |  |          |
| 2007  | Canada | Championnat du monde | 3 | 3  | 180 | 1   | 0,33 | 98   | 2     | 0  | Médaille d'or     |  |          |
| 2008  | Canada | Championnat du monde | 3 | 2  | 160 | 7   | 2,63 | 83,7 | 0     | 0  | Médaille d'argent |  |          |
| 2009  | Canada | Championnat du monde | 2 | 2  | 120 | 0   | 0    | 100  | 2     | 0  | Médaille d'argent |  |          |
| 2010  | Canada | Jeux olympiques      | 2 | 2  | 100 | 0   | 0    | 100  | 1     | 0  | Médaille d'or     |  |          |
| 2011  | Canada | Championnat du monde | 1 | 1  | 60  | 0   | 0    | 100  | 1     | 0  | Médaille d'argent |  |          |

## Distinction
- 2006 - Médaille d'honneur de l'Assemblée nationale[12]